# Trybuna
Trybuna war eine polnische Tageszeitung mit linkspolitischer Ausrichtung. Sitz der Redaktion war Warschau.
Sie entstand 1990 als Nachfolgerin der Trybuna Ludu, des offiziellen Organs der kommunistischen Partei, was in den 70er Jahren eine Auflage von 1,5 Mio. Exemplaren hatte. Sie wird herausgegeben von der Gesellschaft Ad Novum. Anfangs stand sie der SdPR Socjaldemokracja Rzeczypospolitej Polskiej nahe, später der Demokratischen Linksallianz SLD Sojusz Lewicy Demokratycznej. 2006 hatte sie eine Auflage von 23.000 Exemplaren.
Der letzte Chefredakteur der Trybuna war Wiesław Dębski. Seine Vorgänger waren Marek Siwiec, Dariusz Szymczycha, Janusz Rolicki, Andrzej Urbańczyk, Wojciech Pielecki und Marek Barański. Solange Ex-Präsident Aleksander Kwasniewski der Sozialdemokratie der Republik Polen SdPR vorstand, wurde die Trybuna von Mariusz Siwic und später von Dariusz Szymczycha geführt. Als Kwasniewski 1995 in den Präsidentenpalast umzog, wurde Szymczych während seines Urlaubs abberufen. Unter Rolicki nahm das Blatt einen kämpfenden Charakter an und beleidigte unter anderem Papst Johannes Paul II., wofür Trybuna verklagt wurde und sich entschuldigen musste. Mit der sinkenden Beliebtheit der SLD ging auch die Auflage der Trybuna zurück. Sie geriet in Zahlungsschwierigkeiten und blieb Sozialversicherungsbeiträge und Gelder gegenüber dem Verlag Dom Slowa Polskiego schuldig. Sie erschien zuletzt am 4. Dezember 2009.